# Chaerilus adrianoi
Espèce
Chaerilus adrianoi est une espèce de scorpions de la famille des Chaerilidae.

## Distribution
Cette espèce est endémique de l'État Karen en Birmanie. Elle se rencontre vers Pa-An.

## Description
Le mâle holotype mesure 20,9 mm.

## Systématique et taxinomie
Cette espèce a été décrite par Lourenço et Ythier en 2024.

## Étymologie
Cette espèce est nommée en l'honneur d'Adriano Brilhante Kury.

## Publication originale
- Lourenço & Ythier, 2024 : « A new cave species of Chaerilus Simon, 1877 from Myanmar (Scorpiones: Chaerilidae). » Revista Iberica de Arachnologia, no 44, p. 51-56.